# ダリル・ステューマー
ダリル・ステューマー（Daryl Stuermer、1952年11月27日 - ）は、ジェネシスのライブでギターとベースを演奏し、フィル・コリンズのほとんどのソロ・ツアーとアルバムでリード・ギターを務めていることで最も有名なアメリカ合衆国のミュージシャン、ソングライター、音楽プロデューサーである。彼はまた、10枚のソロ・アルバムをリリースし、自ら率いるダリル・ステューマー・バンドとツアーを行っている。

## 初期の人生
ステューマーは1952年11月27日にウィスコンシン州ミルウォーキーで生まれた。彼は2歳年上の兄でありミュージシャンでもあるドウェインから影響を受け、エルヴィス・プレスリーとレイ・チャールズの音楽を紹介された。若い頃、彼はインストゥルメンタル・ロック・バンド、ザ・ベンチャーズのファンになった。彼は11歳でギターを弾き始め、4年後にジャズ・ギターに移行した。1970年に、ステューマーはウィスコンシン州セントフランシスのセントフランシス高校を卒業した。

## 略歴

### 初期のバンド
1970年代初頭、ステューマーはミルウォーキーをベースにしたジャズ・ロック・バンドの「Sweetbottom」を結成し、地元でライブを週に5夜も演奏した。1975年のこれらのギグのひとつで、当時、フランク・ザッパのマザーズ・オブ・インヴェンションに在籍していたキーボード奏者のジョージ・デュークに見出され、自分のバンドに参加するギタリストを探していたジャズ・ヴァイオリニストのジャン＝リュック・ポンティに、ステューマーのことを提案した。オーディションに成功した後、ステューマーはフルタイムのメンバーとなり、1975年から1977年の間にリリースされた3枚のアルバム（『極光』『桃源への旅立ち』『秘なる海』）でフィーチャーされた。
ポンティに加えて、彼はデュークのソロ・アルバム『アイ・ラヴ・ザ・ブルース、シー・ハード・マイ・クライ』『リベレイテッド・ファンタジーズ』で演奏した。

### ジェネシス

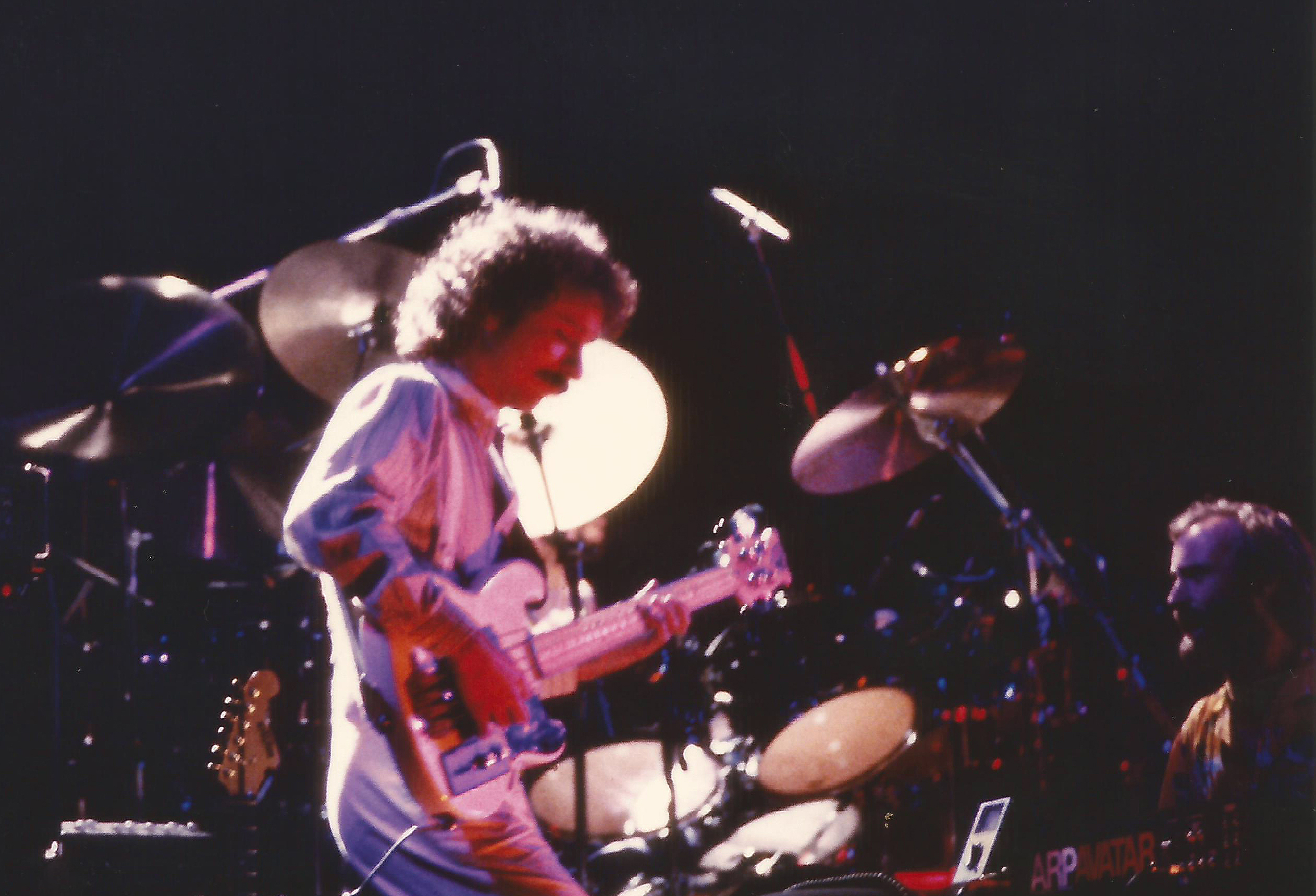
ジェネシスのライブでのダリル・ステューマー（1980年）

1977年後半、ステューマーは友人のアルフォンソ・ジョンソンの主張に基づき、スティーヴ・ハケットの後任として、ライブ・パフォーマンスでジェネシスをサポートするよう推薦された。ジョンソンのオーディションが失敗に終わっていたこともあり、ステューマーの名が広まることになった。ステューマーのジェネシスについて知っていたことと言えば、ポンティが彼に『トリック・オブ・ザ・テイル』の曲を演奏してみせたことと、ピーター・ガブリエルが衣装を着て歌う様子を映すテレビ・クリップを観たくらいであった。1976年にツアー・ドラマーとしてビル・ブルーフォードと交代したドラマー、チェスター・トンプソンとの偶然の出会いが、ステューマーがオーディションに行くよう後押しをした。マイク・ラザフォードとのオーディションは1978年初めにニューヨークで行われ、同日に役割に収まることとなった。彼は、1978年から1992年までバンドでリード・ギタリストおよびベース・プレーヤーの役割を果たした。また、2007年の「Turn It On Againツアー」にも再び参加した。

### ソロ・キャリア
1979年のジェネシスの活動が中断している間、ステューマーは歌手のジノ・ヴァネリと一緒に北アメリカをツアーで廻り、彼のアルバム『ブラザー・トゥ・ブラザー』をサポートすることで仕事を確保した。
1981年、ステューマーはジェネシスのフロントマンであるフィル・コリンズのソロ・キャリアにおけるリード・ギタリストとして帯同し、シングル「ワン・モア・ナイト」のクリップでスピーチを担当し、「ドント・ルーズ・マイ・ナンバー」のミュージックビデオで名前を挙げられた。そうしていくなかで、彼はコリンズがジェネシスの「パーマネント・テンポラリー・パートタイム・メンバー」と呼んでいたものから、コリンズの新しいグループの「パーマネント・ツアーリング・レコーディング・メンバー」に移行した。ステューマーはコリンズが録音したいくつかの楽曲で作曲家としてもクレジットされている。そのなかには、彼のデモの1曲から進化した、アルバム『フィル・コリンズIII』収録の「I Don't Wanna Know」などがある。
1987年、ステューマーはデビュー・ソロ・アルバム『ステッピン・アウト』をリリースした。10年間を通じてコリンズと共演した経験から、よりボーカル志向のアルバムにすることを検討していたものの、ロック・インストゥルメンタル・アルバムとしての制作を選択した。
ステューマーは、『Live and Learn』『Another Side of Genesis』『Waiting in the Wings』『Retrofit』『The Nylon String Sampler』『Rewired：the Electric Collection』『GO』といったアルバムを録音した。2002年には、ウィスコンシン州ミルウォーキーのシャンクホールで録音されたライブ・アルバム『Sweetbottom Live the Reunion』がリリースされた。
ステューマーのアルバム『GO』は、2007年初頭にリリースされた。この作品は、ステューマーの「Sweetbottom」時代の古いトラックを多く含み、アルフォンソ・ジョンソン、コスティア、ジョン・カラルコ、エリック・ハーヴェイが参加している。ステューマーは彼が追求したい音楽の方向性を自由に探求できるようにインサイド・アウト・ミュージックからアルバムをリリースした。彼の現在のプロジェクトは、ダリル・ステューマー＝シンフォニー・コンサートと呼ばれ、バンドのメンバーであるコスティア、アラン・アーバー、エリック・ハーヴェイ、歌手のフォレスト・ウーディ・マンコフスキーが参加し、初期ジェネシスのマテリアルとソロ・キャリアのインストゥルメンタルを再現している。

## 楽器
ステューマーはフィル・コリンズと一緒のときのキャリアにおいて、ほとんどの場面でフェンダー・ストラトキャスターのユーザーだった。彼の主なギターは、トリノ・レッドのエリック・クラプトン・ストラトキャスターと、3トーン・サンバースト・アメリカン・スタンダード・ストラトキャスターだったが、コリンズの曲「The Roof Is Leaking」ではバンジョーも演奏した。コリンズのバンドやジェネシスに在任中のフェンダー・ストラトキャスターに加えて、彼は1978年にギブソンのRD・アーティスト・ベースと、アイバニーズ・エレクトリックギターを演奏した。その後、1978年から1984年にかけてSUNTECHモデルSA-MFSCの「ストラトキャスター・スタイル」ギターに切り替え、1981年から1982年にかけてShergoldのベース（1980年）、フェンダー・プレシジョンベース、Strata（Status Graphite）ベース、ローランド・ギター（1983年–1984年）、スタインバーガー・ベースとギター（1986年/1987年）、1992年にヤマハ・ベース、2007年にラークランド・カスタム・ベースを使用した。ステューマーは2004年/2005年にギブソンES-346を使用し、2007年現在はゴダンLGXT・エレクトリックギターを使用している。彼はまた、ゴダン・モントリオール・プレミア、ゴダンDS-1（ゴダンがステューマー用に構築したカスタム・ギター）、Sadowskyナイロン弦エレクトリックギターも使用している。

## ディスコグラフィ

### ソロ・アルバム
- 『ステッピン・アウト』 - Steppin' Out (1987年、GRP)
- Live & Learn (1998年、Urban Island Music)
- Another Side of Genesis (2000年、Urban Island Music)
- Waiting in the Wings (2001年、Urban Island Music)
- Sweetbottom Live the Reunion (2003年、Urban Island Music)
- Retrofit (2004年、Urban Island Music)
- The Nylon String Sampler (2005年、Urban Island Music)
- Rewired – The Electric Collection (2006年、Unicorn Digital/Urban Island, LL)
- 『GO』 - GO! (2007年、Inside Out Music)
- Jimmy the Greek Lives (2009年、Screaming Swami Music)
- Breaking Cover (2016年、Urban Island Music)

### 参加アルバム
ジャン＝リュック・ポンティ
- 『極光』 - Aurora (1976年)
- 『桃源への旅立ち』 - Imaginary Voyage (1976年)
- 『秘なる海』 - Enigmatic Ocean (1977年)
- 『未来の罠』 - Civilized Evil (1980年)

ジョージ・デューク
- 『アイ・ラヴ・ザ・ブルース、シー・ハード・マイ・クライ』 - I Love The Blues She Heard My Cry (1975年、Polydor)
- 『リベレイテッド・ファンタジーズ』 - Liberated Fantasies (1976年、BASF)

ジョーン・アーマトレイディング
- The Key (1983年、A&M)

アンニ＝フリッド・リングスタッド
- 『サムシングズ・ゴーイング・オン』 - Something's Going On (1982年、Epic UK) ※フリーダ名義

トニー・バンクス
- 『フュジティブ』 - The Fugitive (1983年)
- 『スティル』 - Still (1991年)
- 『ストリクトリー・インク』 - Strictly Inc. (1995年) ※ストリクトリー・インク名義

マイク・ラザフォード
- 『眩惑のマクシーン』 - Acting Very Strange (1982年)

フィリップ・ベイリー
- 『チャイニーズ・ウォール』 - Chinese Wall (1984年、Columbia)

フィル・コリンズ
- 『夜の囁き』 - Face Value (1981年、Virgin)
- 『フィル・コリンズ 2:心の扉』 - Hello, I Must Be Going! (1982年、Atlantic)
- 『フィル・コリンズIII』 - No Jacket Required (1985年、Atlantic)
- 『バット・シリアスリー』 - ...But Seriously (1989年、Atlantic)
- 『シリアス・ヒッツ』 - Serious Hits... Live! (1990年、Atlantic)
- 『ダンス・イントゥ・ザ・ライト』 - Dance into the Light (1996年、Atlantic)
- 『ホット・ナイト・イン・パリ』 - A Hot Night in Paris (1998年、Atlantic)
- 『ベスト・オブ・フィル・コリンズ』 - ...Hits (1998年、Atlantic)
- 『テスティファイ』 - Testify (2002年、Atlantic)
- 『フェアウェル・ツアー・ライヴ!』 - The First Final Farewell Tour (2004年、Warner Music Vision) ※DVD
- Going Back: Live at Roseland Ballroom NYC (2010年、Eagle Vision) ※DVD

ジェネシス
- 『スリー・サイズ・ライヴ』 - Three Sides Live (1982年、Atlantic)
- 『ネブワース 1990』 - Knebworth Concert (1990年、Polydor) ※Various Artists
- 『ザ・シングル・ヒッツ・コレクション:ライヴ前編』 - Genesis Live-The Way We Walk Vol 1 (1992年、Atlantic)
- 『もうひとつのジェネシス:ライヴ後編』 - Genesis Live-The Way We Walk Vol 2 (1993年、Atlantic)
- 『ライヴ・オーヴァー・ヨーロッパ 2007』 - Live Over Europe 2007 (2007年、Atlantic)

その他のコラボレーション
- マリリン・マーティン : 『マリリン・マーティン』 - Marilyn Martin (1986年) ※収録曲「Wildest Dreams」を作曲、演奏している。
- Spasenie : Crossing the Jordan (2004年) ※プロデューサー
- Martin Levac : 1985 (2015年) ※収録曲「I am sorry」を演奏